# Герб Волновахи
Герб Волновахи (укр. Герб Волновахи) — официальный символ города Волноваха Донецкой области Украины.
Авторы герба Евгений Александрович Малаха и Николай Никитович Стародубцев. Утверждён решением XXIII-14/13 городского совета 10 сентября 1999 года на XIV сессии городского совета XXIII созыва.
Описание: Щит пересечён дугообразно, что символизирует расположение Волновахи в одной из самых высоких точек Приазовской возвышенности. Верхняя часть щита лазурного цвета. Нижняя часть щита золотого цвета. Лазурный цвет символизирует ясное небо, величие и красоту природы, золотой цвет символизирует природные богатства края.
В верхней части щита изображена парящая серебряная птица. Сам город с высоты птичьего полёта по очертаниям напоминает летящую птицу, что и послужило причиной выбора этой негеральдической фигуры.
В нижней части щита изображён узкий волнистый пояс лазурного цвета. Пояс обременён тремя серебряными фонтанчиками, которые выходят за верхнюю часть пояса. Цвета фонтанчиков переменные с цветами пояса. Фонтанчики связаны с легендой о происхождении города. По легенде город был основан у истоков реки, где было очень много ключей и казалось, что вода волнуется. Отсюда и название города — «Волноваха».

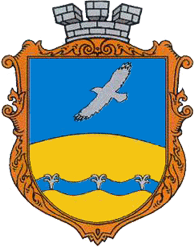
Герб Волновахи на испанском щите

Щит увенчан золотой трёхзубчатой городской короной, которая означает, что город является районным центром (районный центр Волновахского района Донецкой области).
Щит обрамлён двумя стеблями злака, выполненными натуральными цветами. Стебли символизируют, что сельское хозяйство — основная отрасль экономики города. Стебли обвиты лазурной лентой. В нижней части ленты золотыми буквами написано «Волноваха».
Первоначально в гербе Волновахи, как и у других гербов Донецкой области использовался французский щит, типичный для всех городов Российской империи XIX века, но затем по требованиям Украинского геральдического общества щит поменялся на испанский.
Цвета герба и пояс с фонтанчиками повторяются на флаге Волновахи.

## Публикации
- Светлана Платоненко «Жизнь-Неделя», 17.07.2003, № 104
- Гречило А. Б. Герби та прапори міст і сіл України. — Львів, 2004. Ч. 1. −120+ХLIV с. (ISBN 966-02-0994-0)| Герб городов Донецкой области                                                                                                                                                                                                                                                                                                                                                                                                                                                                                                                                                                                                                                                                                                                                                                                                                                                                                                                             | Герб городов Донецкой области |
| --- | ----------------------------- |
| - Герб Авдеевки - Герб Амвросиевки - Герб Бахмута - Герб Белицкого - Герб Белозёрского - Герб Волновахи - Герб Горловки - Герб Горняка - Герб Дебальцево - Герб Доброполья - Герб Докучаевска - Герб Донецка - Герб Дружковки - Герб Енакиево - Герб Ждановки - Герб Железного - Герб Зугрэса - Герб Иловайска - Герб Кировского - Герб Комсомольского - Герб Константиновки - Герб Краматорска - Герб Красногоровки - Герб Курахово - Герб Лимана - Герб Макеевки - Герб Мариуполя - Герб Марьинки - Герб Мирнограда - Герб Моспино - Герб Николаевки - Герб Новоазовска - Герб Новогродовки - Герб Покровска - Герб Родинского - Герб Светлодарска - Герб Святогорска - Герб Северска - Герб Селидово - Герб Славянска - Герб Снежного - Герб Соледара - Герб Тореза - Герб Торецка - Герб Углегорска (Донецкая область) - Герб Угледара - Герб Украинска - Герб Харцызска - Герб Часова Яра - Герб Шахтёрска - Герб Юнокоммунаровска - Герб Ясиноватой |                               |